# إيالة الجزائر

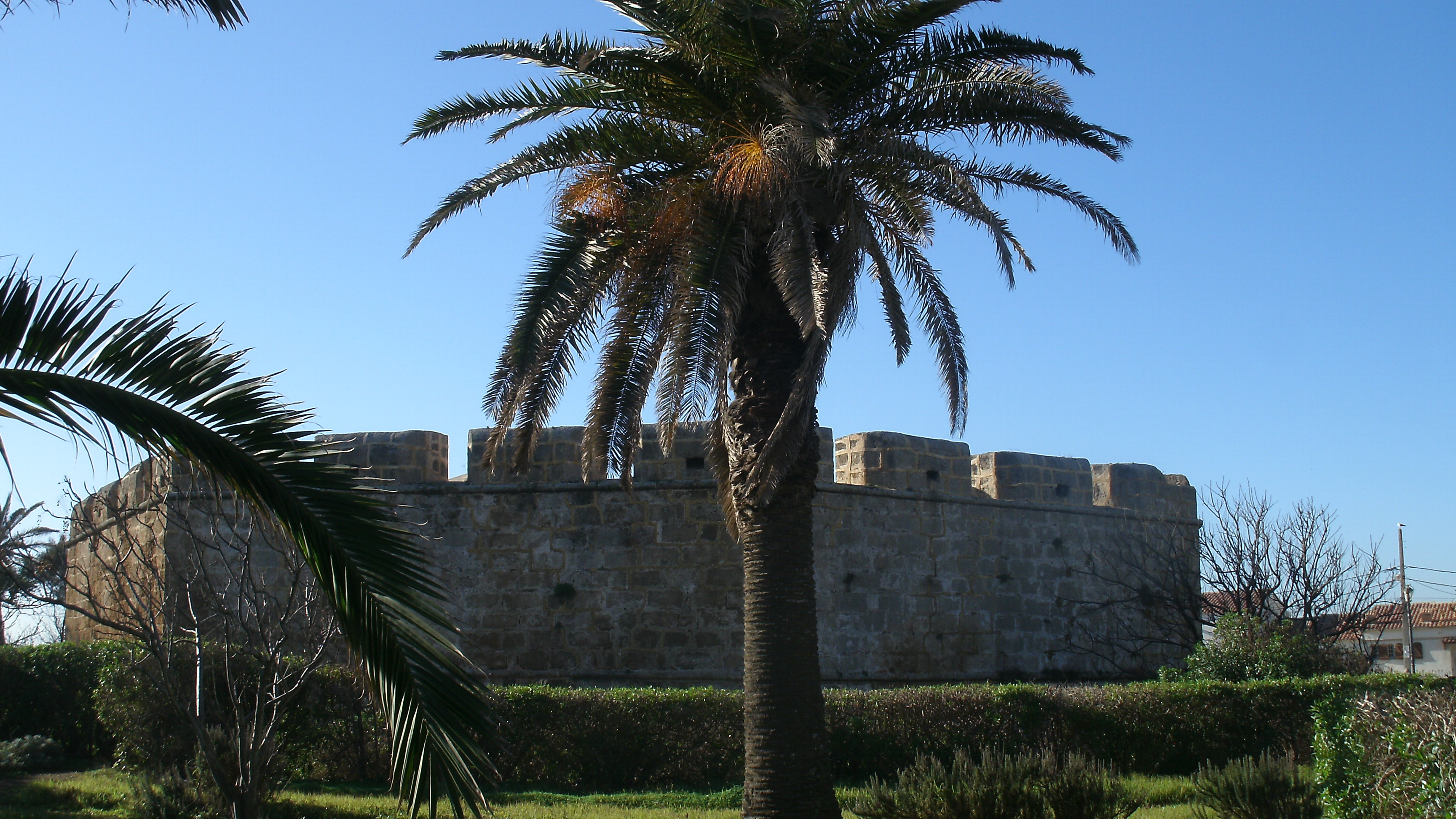
برج تامنفوست - بلدية المرسى - الجزائر العاصمة.

إيالة الجزائر، هي إيالة عثمانية تمتد من جبال طرارة بالغرب حتى القالة شرقاً ومن الجزائر شمالاً حتى حدود الصحراء الكبرى جنوباً نشأت سنة 1515م واستمرت حتى 1830 تاريخ الغزو فرنسي للجزائر. بعد هزيمة كارل الخامس عام 1541 أصبحت الجزائر أقوى ميناء في الشاطئ الجنوبي للبحر الأبيض المتوسط. كان اسمها العربي تحت الحكم العثماني إيالة الجزائر (وصاية الجزائر).

## التسمية
إيالة: إقْلِيمٌ أَوْ جِهَةٌ يَحْكُمُهَا وَالٍ.

## تاريخ

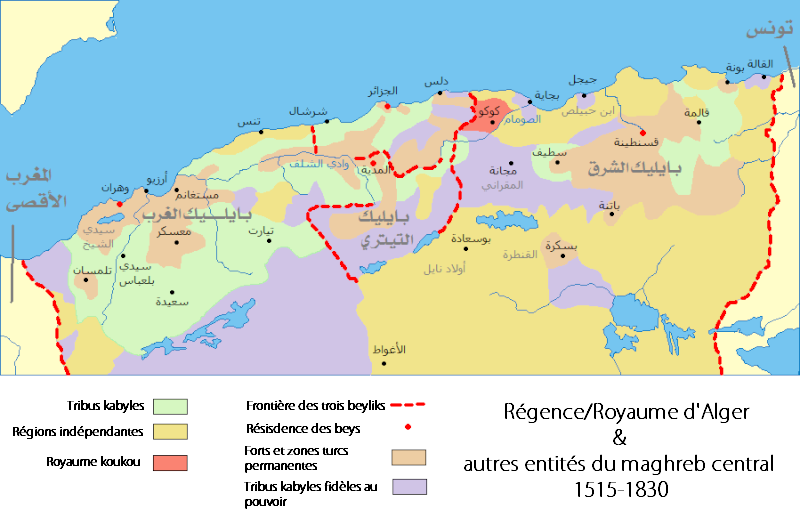
بايلكات الجزائر

في أول الأمر كان إقليم في الدولة العثمانية تحت سلطة باشا، شهدت بعد ذلك تطورات سياسية ليتم الإشارة إليها في المعاهدات منذ نهاية القرن السابع عشر كمملكة أو دولة الجزائر لتتحصل تدريجياً خلال القرنين الثامن والتاسع عشر على حكم ذاتي وشبه استقلال في تسيير شؤونها الداخلية. طالما تحدت إيالة الجزائر سلطة الإمبراطورية العثمانية بإنشاء علاقات دبلوماسية مستقلة مع الولايات المتحدة والقوى الأوروبية بما في ذلك فرنسا من خلال السفراء والمعاهدات مثل معاهدة السلام الفرنسية الجزائرية 1801. حكم «إيالة الجزائر» باشاوات وآغاوات وبايات ودايات وكانت تتكون من بايلكات يحكمها (بايلر بايات) وهي:
- بايلك الشرق: عاصمته قسنطينة.
- بايلك الغرب: وعاصمته مازونة ثم معسكر ثم مستغانم ثم أخيراً وهران.
- بايلك التيطري: وعاصمته المدية.
- دار السلطان: وهي مقر الحكم ومكان إقامة الداي.

كل بايلك كان يتكون من أوطان على رأس كل واحد منها قائد من كبار القوم، لإدارة الشؤون الداخلية للبلاد اعتمد الأتراك على القبائل المسماة بالمخزن وهي المسؤولة عن ضمان النظام وفرض الضرائب على أجزاء البلاد التابعة لها. من خلال هذا النظام ولمدة ثلاثة قرون فرضت (دولة الجزائر) العثمانية سلطتها على شمال الجزائر الحالية ومع ذلك تحدت العديد من أجزاء البلاد وبانتظام سلطة البايات مثل ثورة ابن الأحرش وثورة أحمد الصخري وقلعة بني عباس.

## تأسيس الإيالة

### واقع الدولة الزيانية
منذ منتصف القرن الرابع عشر عانت الدولة الزيانية من هجمات الأيبيريين وذلك بسبب تجزء وضعف مملكة الزيانيين في المغرب الأوسط نتيجة الخلافات العائلية، فالأمراء المستقرون في وهران وتنس ثاروا ضد حكام تلمسان وفي الشرق استقلت بجاية وقسنطينة عن الحكومة المركزية أما الموانئ فقد شكلت «جمهوريات صغيرة» كالجزائر وبونة وجيجل ودلس... إلخ. في الهضاب العليا والجنوب كانت الاتحادات القبلية مستقلة عن أي سلطة مركزية أما في منطقة القبائل فقد بدأت إمارات مستقلة بالنشوء، على المستوى الاجتماعي والاقتصادي. توقفت التجارة وتراجع التحضر والزراعة. بعد سقوط غرناطة عام 1492 تعززت القوى الأيبيرية (إسبانيا والبرتغال) اقتصاديا وعسكرياً، واستولى الإسبان على عدة موانئ بالساحل الجزائري مما اضطر مدن تنس ومستغانم وشرشال إلى دفع الضرائب وخسرت الجزائر الجزيرة التي تشرف على مينائها. أدى سخط السكان غير الراضين عن حكامهم العاجزين عن الدفاع عنهم إلى ظهور حركات صوفية إزداد نفوذ قادتها والذين ساعدوا فيما بعد «الإخوة بربروس» والعثمانيين على الاستقرار بالمنطقة.

### الجزائر في أوائل القرن السادس عشر
كانت مدينة الجزائر ميناء صغير يسكنها حوالي 20.000 نسمة، نما عدد سكانها بشكل كبير مع وصول اليهود والمورو المطرودين من منطقة أندلُسيا بعد سقوط غرناطة. أصبحت الجزائر «مملكة» صغير لتصير فيما بعد عاصمة الدولة الجديدة.

### الإخوة بربروس في الجزائر
بعد سقوط الأندلس عام 1492 ومع سقوط إمارة غرناطة آخر معقل كان بحوزة المسلمين، أراد الكاردينال خيمينيث كبير الأساقفة الإسبان نقل الحملات الصليبية إلى قلب الدول الأمازيغية الصغيرة. فضم الإسبان العديد من المدن الساحلية: المرسى الكبير 1505 ووهران 1509 وبجاية 1510.
ومدينة الجزائر لم يكن لديها جيش قوي ولا مدفعية كافية لمواجهة الجيش الإسباني فبدأت تشعر بالتهديد، خصوصا بعد أن بنى الإسبان عام 1510 قلعة على واحدة من الجزر المواجهة للمدينة، لذا فان ملوك الجزائر سليم التومي وسيدي أحمد أولقاضي نادوا الإخوة «بربروس» الألبانيين من أصول لسبوسية لنجدتهم فقدم الأخوين وطافا البحر الأبيض المتوسط والسواحل الإسبانية لمساعدة المسلمين ضحايا الاسترداد الإسباني. استقر عروج بربروس أول الأمر بجيجل ثم دخلوا إلى الجزائر في عام 1516 على رأس 1.300 رجل تركي وأسطول من 16 غاليوت (سفينة شراعية) ليصبح سيد المدينة بعد أن ضيق الخناق على سليم، فلاذ سليم التومي بمسقط رأس عائلته كوكو (إيفيغاء). قام عروج بتنظيم إدارة المدينة وعزز نظام الدفاع من خلال بناء عدة تحصينات. ثم فتح كل المناطق الداخلية وغرب الجزائر: متيجة والشلف والتيطري والظهرة والونشريس ثم بعد ذلك مملكة تلمسان. قتل عروج بربروس في ريو سالادو (بالإسبانية: Rio Salado) (تعرف اليوم بالمالح) مهزوماً من قبل الإسبان عام 1518 أثناء عودته من حملة ضد ملك الزيانيين أبو حمو موسى.
خلف خير الدين بربروس أخاه ومن أجل بسط سلطته تعهد بالولاء لسلطان القسطنطينية سليم الأول الذي أرسل للجزائر 6.000 رجل منها 2000 انكشاري (قوات النخبة التركية) وعينه أمير الأمراء (بايلرباي) المغرب الأوسط فرد الهجمة الإسبانية بقيادة هوغو دي مونكادا (بالإسبانية: Hugues de Moncade) في عام 1519 واستولى على قسنطينة وعنابة وتنس وشرشال ومستغانم. في عام 1529 قام بهدم الصخرة المشرفة على مدينة الجزائر وبنى بمواد الهدم رصيف يربط الجزر الأربع بالمدينة ليصبح للمدينة ميناء. عقد معاهدة سلام مع سليم التومي حاكم الجزائر وتزوج ابنة أخيه التي رزق منها بطفل ولد بأورير في منطقة القبائل. بمجرد صد الإسبان، فان مدينة الجزائر ذات الميناء وبقيادة الزعيم العسكري بدأت بنجاح متزايد في مهاجمة السفن في عرض البحر (قورصو) ونهب المناطق الساحلية الأوروبية. أصبحت مدينة الجزائر ميناء عسكريا كبيرا حازت لقب المحروسة بعد سلسلة الانتصارات في الحملات الخارجية. الإيالة كانت منظمة بشكل جيد ومجيشة ضد الأطماع الإسبانية. قام ملك إسبانيا، أقوى ملوك أوروبا كارل الخامس عام 1541 بجمع أسطول مكون من 65 سفينة حربية و451 سفينة و23.000 مقاتل منهم 2.000 فارس وتقدم لفرض حصار على المدينة. إلا أنه نتيجة تعطل وتدمير معظم أسطوله بسبب عاصفة شديدة، الهجوم على مدينة الجزائر من قبل كارل الخامس فان تلك الحملة كانت فشلا ذريعا للإسبان أمام الهجوم المضاد بقيادة حسن آغا.

## التاريخ

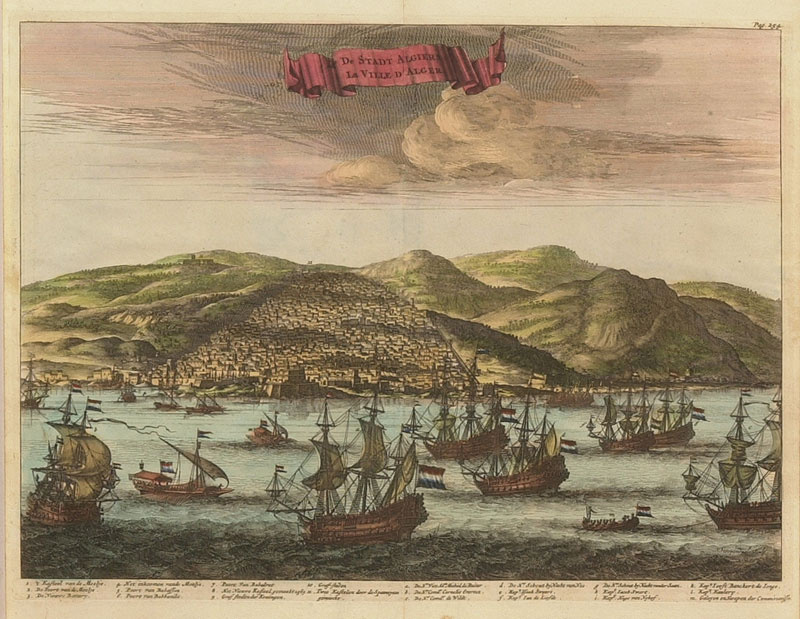
الجزائر حوالي العام 1680

عام 1540 أثناء فترة حكم البايلربايات بالجزائر، أطلق البابا بولس الثالث حملة صليبية ضد الجزائريين. كان كارل الخامس الوحيد الذي استجاب وأبدى الرغبة في إخضاع المغرب العربي فقام بجمع الرجال من إسبانيا وإيطاليا ووصل إلى أرض الجزائر عام 1541 لكن تدخل العثمانيين أدى إلى هزيمته. في 1550 أثناء حكم صالح رايس تم ضم دولة تلمسان إلى إيالة الجزائر، وغزو مملكة فاس وإخضاعها هي كذلك.
تم ضم بجاية كذلك إلى إيالة الجزائر أثناء حكم صالح رايس، مدينة وهران كانت تحت الحصار وأخذت عدة مدن في شرق وجنوب البلاد مثل بسكرة وورقلة وتقرت. بعد مشاركته في معركة ليبانتو ضد فرسان الإسبتارية عين أولوج علي باشا على الجزائر حيث غزا مملكة تونس. بسبب الصراعات الداخلية تم في 1601 انتخاب الدايات لمواجهة قوة الباشاوات وفي 1603 تمرد العرب والبربر والكولوغليس ضد سلطة الدايات. المؤامرة أدت إلى وفاة عدت ألآف لكن النظام بقي هو نفسه. عانت إيالة الجزائر مع مطلع القرن التاسع عشر عدة خسائر ومن ثم وقعت معاهدات واتفاقيات سلام مع بعض البلدان في أوروبا منها: إلغاء رق المسيحيين وإطلاق سراحهم. تدهور العلاقة بين إيالة الجزائر وفرنسا أدى إلى الغزو الفرنسي للجزائر، تم احتلال عدت بايلكات وبقى البعض الآخر مستقلاً، في عام 1837 تم احتلال قسنطينة واختار أحمد باي الذهاب إلى فرنسا في عام 1848 بدل التحالف مع الأمير عبد القادر.

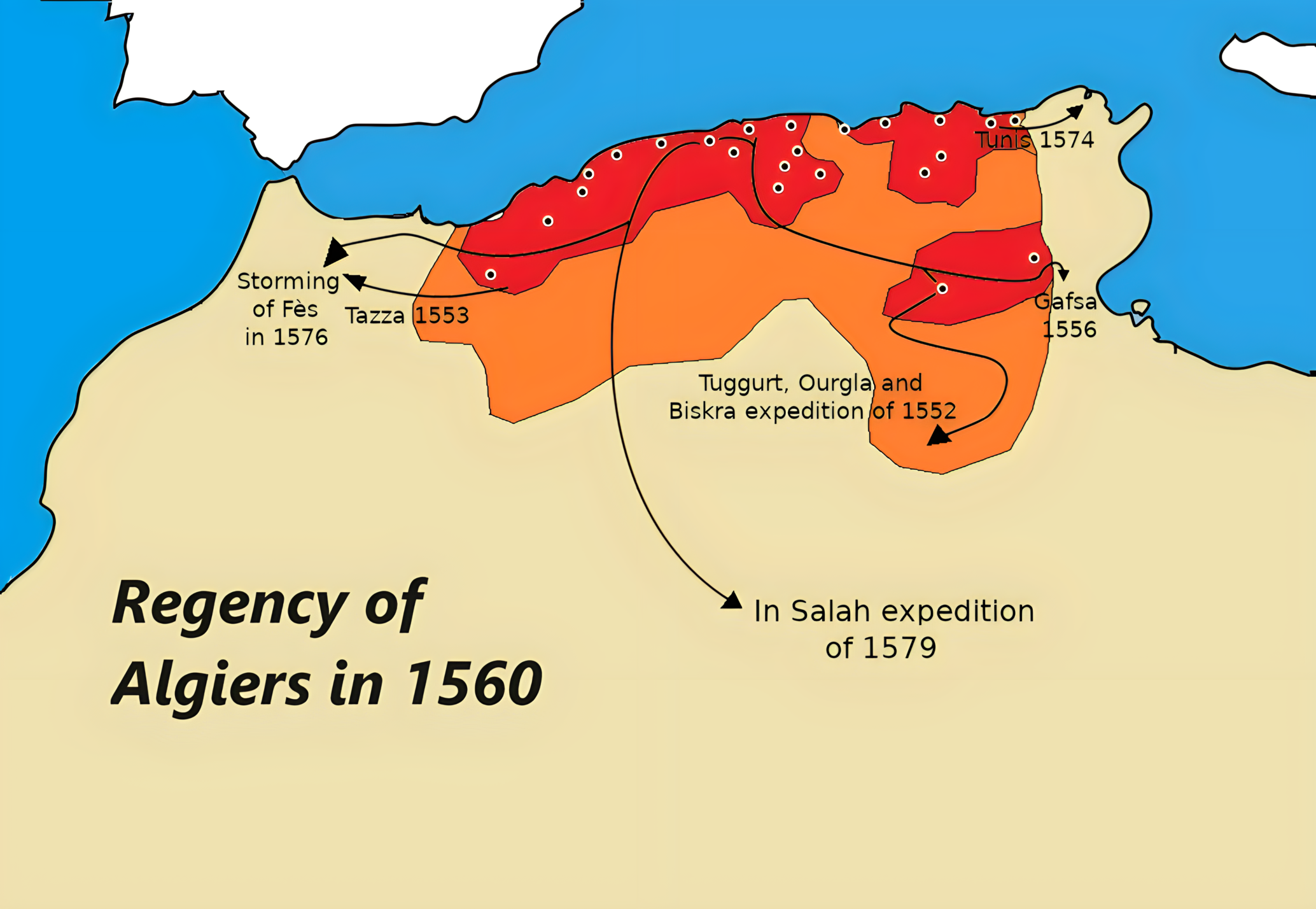
الجزائر حوالي العام 1560

## السكان
في منتصف القرن السادس عشر كانت الجزائر العاصمة تتكون من 12.000 سكن من بينها 6.000 يسكنها مسيحيون أوروبيون أو يهود اعتنقوا الإسلام وهو ما يمثل 25.000 مواطن من هذه الفئة من أصل 50.000 هم سكان المدينة آنذاك، إذ لم تكن تسلم شهادة الجنسية إلا للذين اعتنقوا الإسلام.
في الفترة ما بين 1610 - 1620 تراوحت تقديرات السكان بين 150.000 - 200.000 نسمة في حين عام 1730 قدر عدد سكانها بـ 100.000 نسمة دون العبيد.
قدر عدد سكان إيالة الجزائر 1.500.000 و5.000.000 نسمة.

## التكوين العرقي
كان الجزائريين يمثلون أغلبية السكان وهم من العرب والأمازيغ وبعض القبائل الصحراوية وبعد دخول الأتراك العثمانيين ظهر عرقان هما الأتراك والكراغلة وذلك مطلع القرن الرابع عشر مع وجود الأندلسيين وذلك لعوامل منها:
- الفتوحات الإسلامية.
- مجيء العثمانيين وظهور الكراغلة.
- هجرة الأندلسيين إلى الجزائر وتمركزهم في اغلب المدن.

## تنظيم الدولة

### التنظيم العسكري

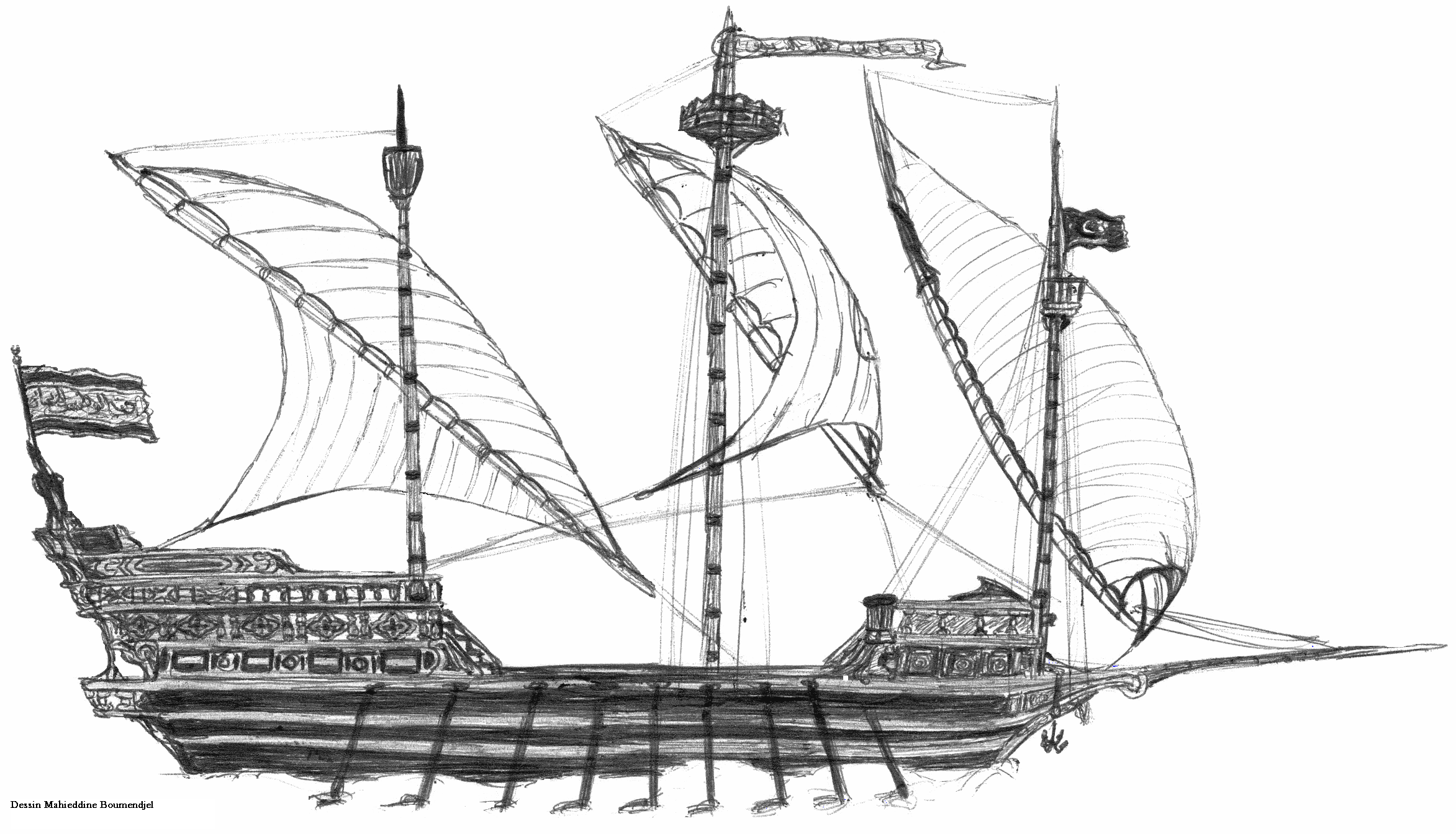
السفينة الحربية الجزائرية (الشباك)

تكون الجيش العثماني في إيالة الجزائر من ثلاث فرق هي: «السباهين» والإنكشاريين، الكراغلة والجيش البحري يشرف عليهم:
- مجلس الديوان العسكري (رؤساء الجند).
- مجلس الرياس ويضم قادة البحرية ورؤساء المراكب.

حيث عرف الأسطول البحري العثماني في ولاية الجزائر تطورا كبير وذلك بفضل الإخوة عروج من مطلع القرن 16 إلى بداية القرن 19 وكانت له عدة ايجابيات تتمثل في:
- خير الدين بربروسالأهمية العسكرية

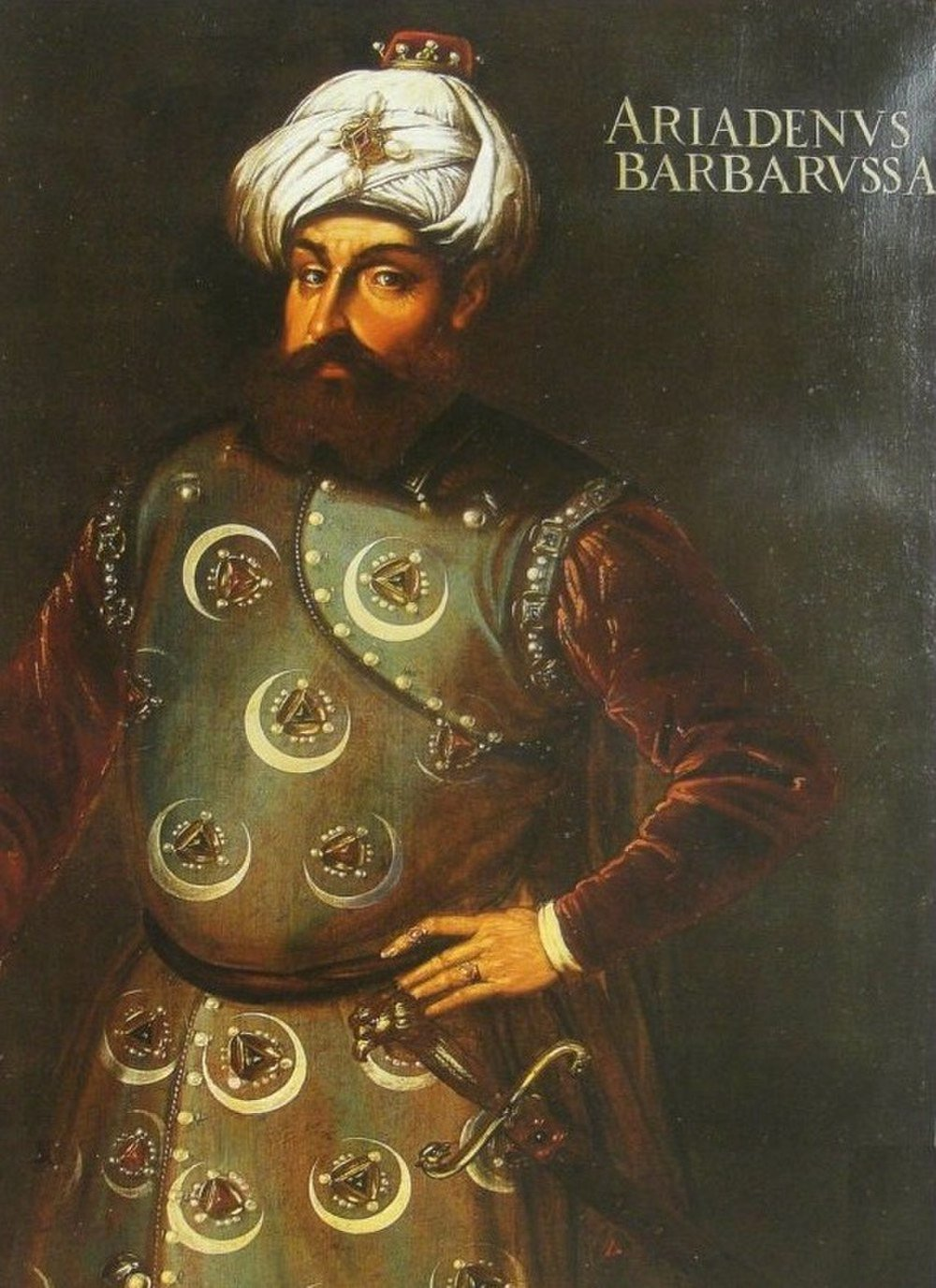
خير الدين بربروس

تحرير السواحل الجزائرية وحماية سفن الدول التي ترتبط مع ولاية الجزائر بمعاهدات.
- الأهمية الاقتصادية المالية

كونه أحد مصادر الدخل ودوره الفعال في تنشيط الموانئ.
- الأهمية السياسية

اعطاء مكانة دولية إلى ولاية الجزائر ضمن الدولة العثمانية.

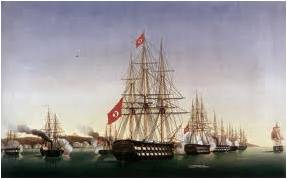

## التنظيم الإقليمي

### التنظيم الاقتصادي

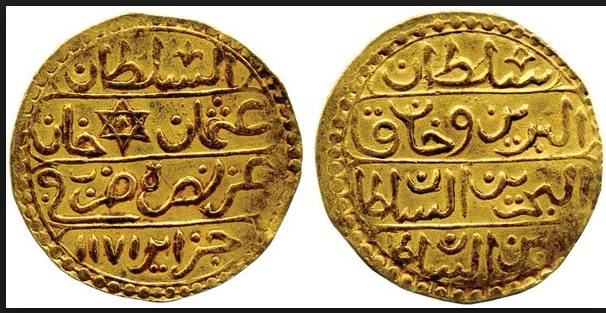
بوجهه وهي العملة الجزائرية التي كانت تستخدم في إيالة الجزائر

أ -الزراعة: عرفت ازدهارا كبيرا تميزت بتنوع ووفرة المنتوجات الغذائية كالحبوب والأشجار المثمرة والبقول والخضر بمختلف أنواعها نتيجة وفرة الأراضي الخصبة وخصوصا المروية منها، كما جلب الأندلسيون معهم زراعة البستنة وتربية دودة القز وتقطير الزهور.

### الصناعة
كانت المدن الجزائرية تختص بالصناعات الحرفية مثل الصناعة الجلدية والنسيجية والأواني والزجاج وقد كانت هذه الصناعات غير مسايرة للتطورات الواقعة في أوروبا.

### التجارة
كان للأسطول البحري الجزائري دورا كبيرا في حماية التجارة الوطنية وكذلك ما يدره من غنائم كثيرة وإتاوات مفروضة على أساطيل الدول الأجنبية من أهم صادراتها القمح والصوف مقابل استيرادها المواد الصناعية والأقمشة.

### الجانب الاجتماعي
تكون سكان الجزائر من ثلاث فئات هي:
- الفئة الحضرية:

سكان المدن وهم الأقلية التركية الكثيرة الامتيازات بالإضافة إلى جماعة الكراغلة والحضر والأشراف والنبلاء والأندلسين.
- الفئة الريفية:

وهم الأغلبية 90% من السكان يمارسون الزراعة والرعي.
- الفئة الأجنبية:

وهم اليهود المهاجرين من الأندلس والأسرى الأوروبيين كما احتكر اليهود قطاع المالية.

### الجانب الثقافي
عاش المجتمع الجزائري على ما ورثه من الثقافة الإسلامية التي ازدهرت في العصر الوسيط (تيهرت - بجاية –تلمسان)، ولم يساير ثقافة العصر الحديث، كما لعبت الزوايا والطرق الصوفية دورا بارزا في نشر العلم والمعرفة، وارتكز التعليم على الجانب الديني.

## العلاقات الخارجية والصراعات

### الحرب والعلاقات مع تونس
ترتب عن الغموض والفوضى التي سادت العلاقة بين القسطنطينية والجزائر منذ عهد (البايلرباي) «أمير الأمراء»، نتائج سيئة عديدة لم تقتصر على الجزائر فقط، بل امتدت في العلاقة بين دول المغرب العربي على الأخص بين تونس والجزائر، فكان الحاكم بالمغرب الأقصى منفصلا عن الباب العالي، وكانت العلاقة بين نظام المغرب علاقة حرب ظاهرة أو خفية، نتيجة العداء الذي عززه العثمانيون في بدء التسرب التركي إلى الجزائر طمعا في بسط نفوذهم على المغرب الأقصى، فإن الأمر كان مختلف بالنسبة للعلاقة بين تونس والجزائر، لأن تبعية كل منهما للسلطنة العثمانية جعل الغموض القائم في العلاقة بين كل من القسطنطينية ينتقل للعلاقة بين بعضهما البعض، ومن هنا كان يعتبر النظام الجزائري تونس تابعة له أو يجب أن تكون تابعة له، بينما كان نظام تونس يعتبر نفسه مساويا للنظام الجزائري وأنه تابع رأسا للقسطنطينية.
إن هذا الغموض هو الذي يفسر الحوادث التي جدت في عهد الدايات بين تونس والجزائر التي كشفت عن طابع العداوة بين نظام الجزائر ونظام المغرب، وترتب عن هذا الوضع أحداث أخرى داخل الجزائر كشفت مرة أخرى عن طبيعة الحكم السطحي التركي في الجزائر.
إن المتاعب التي تعرض لها داي الجزائر دفعت باي تونس إلى مهاجمة الشرق الجزائري، بالرغم من أن محمد باي الذي كان بايا في ذلك الوقت نصب في عرش تونس بقوة الجزائريين، عاد الأتراك من هذه الموقعة محملين بالغنائم، لكنهم اصطدمو عند وصولهم إلى الجزائر بجو مشبع برائحة التمرد والثورة. ذلك أن باي تونس حاول استغلال السخط الخفي على نظام الحكم الجزائري، فبعث من يقوده ليضعف به «داي الجزائر» حتى يتلهى عنه إن لم يؤدي لسقوط نظام الدايات دفعة واحدة.
وحاول المتأمرون قلب نظام الحكم واختفوا في منازلهم منتظرين ساعة الصفر ومتوقعين هزيمة الجيش الجزائري على يد الجيش المغربي. وعند رجوع الداي نشبت معركة دموية في الانهج وتمكن الجيش الجزائري من سحق التمرد وقطع ما يقرب من 500 رأس.
بعد أن استرد محمد باي عرش تونس تحالف مع سلطان المغرب ضد داي الجزائر، فقرر (داي الجزائر) الذي كان يناصره نظام طرابلس الغرب أن يطرد «محمد باي» من عرش تونس وأدرك «محمد باي» أن حليفة المغربي لا يستطيع أن يقدم له أدنى معونة، فعرض على الداي تقديم جباية عنوانا لخضوعه. لكن الداي «شعبان باشا» رفض العرض وتوجه لتونس والتقى الجيشان بالكاف يوم 24 يونيو 1694 (ذو القعدة 1106 ه‍).
```
قد كان الداي شعبان باشا الذي خلفه، رجل حرب فنظم حملة ردت التونسيين على الأعقاب، وقصد بعد ذلك إلى 
تونس العاصمة
 فحاصرها حصارا قصيرا نصب على إثره أحمد بن تونس شركس بايا على تونس وكان ذلك سنة 1681 م، لكن ما إن إنسحبت القوات الجزائرية حتى ظهر محمد باي على رأس أنصاره وتمكن من طرد أحمد بن شركس بسهولة من العرش. وحدث في نفس الوقت أن سلطان المغرب مولاي إسماعيل اراد أن يستغل مصاعب الجزائر وفي توسيع مملكته إلى 
تلمسان
، فسار نحوه الداي على رأس عشرة آلاف تركي وثلاث آلاف صبايحي، وعدد كبير من الجزائريين معظمهم من قبائل الزواوة، ونشبت بين الجانبين معركة كبيرة على نهر الملوية يقول عنها المؤرخون الفرنسيون أن «السلطان المغربي» خسر فيها (خمسة آلاف قتيل) وتتبع الداي فلول الهاربين من جيش السلطان حتى وصل ورائهم إلى 
فاس
 وكادت تنشب معركة جديدة، لولا أن «مولاي إسماعيل» تقدم مكتوف اليدين إلى الداي وقبّل الأرض بين يديه ثلاثا وقال له ما معناه: أنت السكين وأنا اللحم.
[
31
]
```

## الحرب والعلاقات مع الغرب
تأزم العلاقات مع الغرب المسيحي وظهرت بوادر التوتر بعد أن دخلت أوروبا مرحلة الثورة الصناعية وعدم مواكبة الصناعة الجزائرية لهذا التطور أدى إلى اختلال التوازن العسكري بين الطرفين الجزائري والأوروبي. وكان من مظاهره شن حملات عسكرية متكررة على الموانئ الجزائرية بهدف إضعاف القوة البحرية الجزائرية وشل نشاطها الاقتصادي والعسكري.
الهجمات الأوروبية المتكررة على الجزائر:
- حملة بريطانيا على مدينة الجزائر عامي 1660-1670 وحملة أكسموث سنة 1816 بدعوى تنفيذ قرار مؤتمر فيينا.
- الحملة الفرنسية على الجزائر وشرشال عامي 1682-1683.

-الحملة الإسبانية على وهران في يوليو 1732.
- معركة ميناء الجزائر ضد القوات الفرنسية في 4 أكتوبر 1827.

## العلاقة بين الجزائر والولايات المتحدة

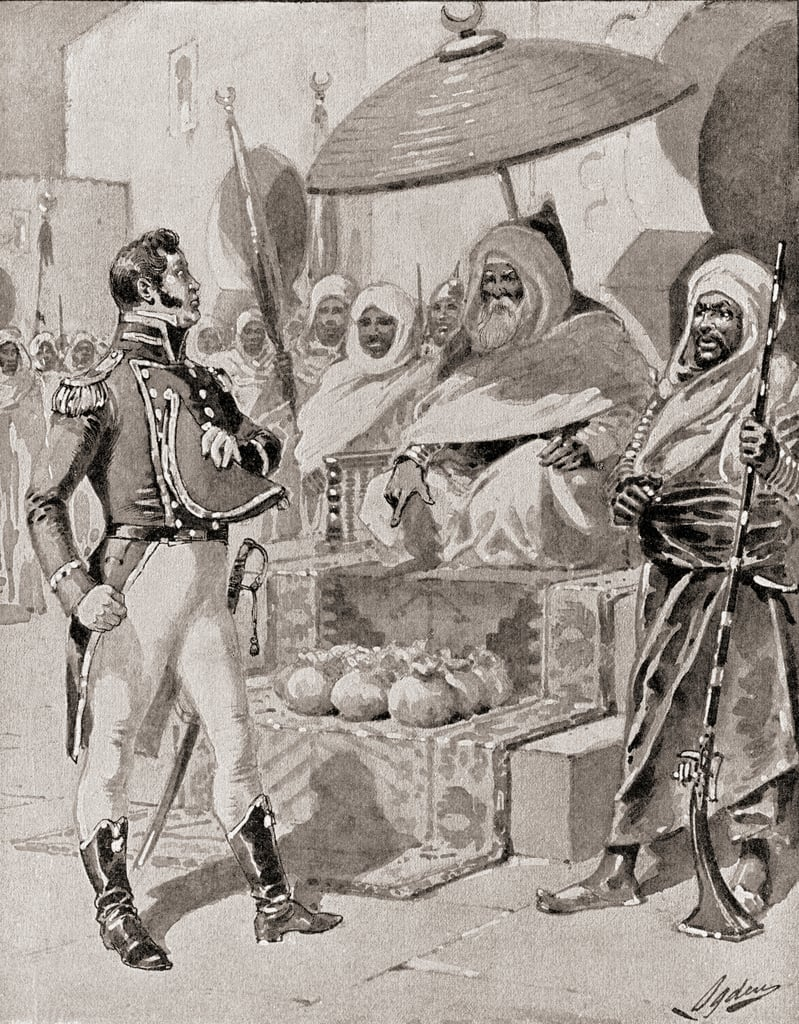
قنصل الولايات المتحدة الأمريكية يدفع الجزية لحاكم الجزائر

وفي أواخر القرن الثامن عشر الميلادي بدأت السفن الأمريكية بعد أن استقلت أمريكا استقلالها عن إنجلترا سنة 1776 ترفع أعلامها لأول مرة سنة 1783، وتجوب البحار والمحيطات. وقد تعرض البحارة الجزائريون لسفن الولايات المتحدة، فاستولوا على إحدى سفنها في مياه قادش، وذلك في يوليو 1785، ثم ما لبثوا أن استولوا على إحدى عشرة سفينة أخرى تخص الولايات المتحدة الأمريكية وساقوها إلى السواحل الجزائرية. ولما كانت الولايات المتحدة عاجزة عن استرداد سفنها بالقوة العسكرية، وكانت تحتاج إلى سنوات طويلة لبناء أسطول بحري يستطيع أن يواجه الأسطول الجزائري اضطرت إلى الصلح وتوقيع معاهدة مع الجزائر في سبتمبر 1795، وقد تضمنت هذه المعاهدة 22 مادة، وهذه الوثيقة هي المعاهدة الوحيدة التي تعهدت فيها الولايات المتحدة بدفع ضريبة سنوية لدولة أجنبية، وبمقتضاها استردت الولايات المتحدة أسراها، وضمنت عدم تعرض البحارة الجزائريين لسفنها.
وظلت الولايات المتحدة تدفع هذه الضريبة حماية لسفنها حتى سنة 1812، حيث سدد القنصل الأمريكي في الجزائر 62 ألف دولار ذهبا، وكانت هذه هي المرة الأخيرة التي تسدد فيها الضريبة السنوية.

## حرب الجزائر (1827-1830) ونهاية الإيالة

### حادثة المروحة

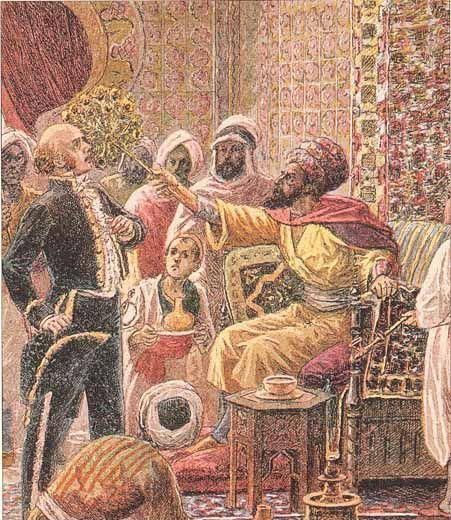
حادثة المروحة بين الباشا التركي الداي حسين والقنصل الفرنسي بيار دوفال والتي كانت ذريعة الحرب وتسببت في الحصار البحري للجزائر العاصمة من قبل البحرية الفرنسية في 1827.

جرت الحادثة في قصر الداي حسين عندما جاء القنصل الفرنسي بيار دوفال إلى قصر الداي يوم عيد الفطر، وهناك طالب الداي بدفع الديون المقدرة ب 24 مليون فرنك فرنسي، عندما ساعدت الجزائر فرنسا حين أعلنت الدول الأوروبية حصارا عليها بسبب إعلان فرنسا الثورة الفرنسية. فرد القنصل على الداي بطريقة غير لائقة بمكانته إضافة إلى أن الداي صاحب حق، فرد الداي حسين بطرده ولوح بالمروحة. فبعث شارل العاشر بجيشه بحجة استرجاع مكانة وشرف فرنسا. وهذه الذريعة كانت السبب في الحصار على الجزائر سنة 1828 لمدة 6 أشهر وبعدها الاحتلال ودخول السواحل الجزائرية. حاولت الإدارة الفرنسية عند احتلالها للجزائر أن تضفي الشرعية على هذه الحملة، هادفة من خلال ذلك إلى إقناع الرأي العام الفرنسي قبل العالمي بمصداقية هذا الفعل، مؤمنة أنه لا وجود لنتائج إيجابية دون مقدمات (سواء كانت صادقة أو كاذبة) وبذلك قامت بتعبئة الرأي العام الفرنسي قبل موعد الحملة، وتصوير هذه الأخيرة على أنها حملة لاسترجاع هيبة وشرف فرنسا الذين داسا عليهما داي الجزائر «حسين» فيما اصطلح عليه بحادثة المروحة.

### حملة الجزائر (1830)
في 7 فبراير 1830 أصدر الملك شارل العاشر قرار بتجهيز الجيش الفرنسي لغزو الجزائر. وفي 25 مايو انطلقت الحملة الفرنسية نحو الجزائر بقيادة (الجنرال دي برمون) من ميناء تولون. وفي 14 يونيو 1830 نزلت القوات الفرنسية بشبه جزيرة سيدي فرج غرب الجزائر العاصمة، بعد أن أعدت جيشا يضم 40 ألف جندي من المشاة والخيالة، مزودين بأحدث أدوات الحرب، وأسطولا يتكون من 700 سفينة. وقد اختار الفرنسيون هذا الموقع لحرصهم على مباغته مدينة الجزائر بالهجوم عليها برا، نظرا لصعوبة احتلالها من البحر، فقد صمدت طيلة قرون أمام الأساطيل الغازية واجبرت الداي حسين على الاستسلام بوم 5 يوليو 1830.

### بعد الاستسلام
شجعت فرنسا الأوربيين على الاستيطان والاستيلاء على أراضي الجزائريين وحررت قوانين وقرارت تساعدهم على تحقيق ذلك. من بين هذه القرارت والقوانين قرار سبتمبر 1830 الذي نصَّ على مصادرة أراضي السكان المنحدرين من أصول تركية، وكذلك قرار أكتوبر 1845 الذي يجرد كل من شارك في مقاومة الفرنسيين أو رفع السلاح أو اتخذ موقفا عدائيا من الفرنسيين وأعوانهم أو ساعد أعداءهم من قريب أو بعيد من أرضه. وقاموا بنشاط زراعي واقتصادي مكثف، حاول الفرنسيون أيضا صبغ الجزائر بالصبغة الفرنسية والثقافة الفرنسية وجُعِلت اللغة الفرنسية اللغة الرسمية للبلاد ولغة التعليم بدلاً من اللغة العربية. حوّل الفرنسيون الجزائر إلى مقاطعة مكملة لمقاطعات فرنسا آنذاك، نزح أكثر من مليون مستوطن (فرنسيون، إيطاليون، إسبان وغيرهم) من الضفة الشمالية للبحر الأبيض المتوسط لفلاحة السهل الساحلي الجزائري وبسطوا سيطرتهم على أجزاءٍ مهمة من مدن البلاد.

## قوة السفن الحربية الجزائرية في العهد العثماني
كانت الجزائر خلال العهد العثماني من أقوى الدول في حوض البحر الأبيض المتوسط، كما كانت تحتل مكانة خاصة في دولة الخلافة هذه إذ كانت تتمتع باستقلال كامل مكنها من ربط «علاقات سياسية» وتجارية مع أغلب دول العالم، بل وهي أول دولة اعترفت بحكومة الثورة الفرنسية عام 1789 وبالثورة الأمريكية بعد استقلالها عن التاج البريطاني عام 1776. كان الاسم الحقيقي للدولة الجزائرية هو «إيالة الجزائر» وأحيانا اسم «مملكة الجزائر»، وأبرمت عشرات المعاهدات مع دول العالم. كما بلغ أسطولها البحري قوة عظيمة بحيث استطاع خلال القرن الثامن عشر إحداث نظام للملاحة في المتوسط يضمن أمن الدولة الجزائرية خاصة والدولة العثمانية عامة وبصورة أعم بالنسبة للتجارة الدولية في هذا البحر، وهو ما جعل الدول الأوربية تعمل على إنهاء هذا النظام تحت غطاء إنهاء ما كان يسمى بـ «القرصنة» التي كانت تمارسها جموع المغامرين الأوربيين بموافقة دولهم ومؤازرتها لهم. في حين أن ذلك كان أسلوبا دفاعيا لمواجهة المد الاستعماري الذي انطلق منذ القرن الخامس عشر والذي دخلت الجزائر بمحض اختيارها من أجله ضمن «الخلافة العثمانية» وتحت حمايتها. لقد بادرت فرنسا في «مؤتمر فيينا» 1814 - 1815 بطرح موضوع «إيالة الجزائر» فاتفق المؤتمرون على تحطيم هذه الدولة في مؤتمر «إكس لا شابيل» عام 1819 حيث وافقت 30 دولة أوربية على فكرة القضاء على «دولة الجزائر» وأسندت المهمة إلى فرنسا وإنجلترا، وتوفرت الظروف المناسبة للغزو عندما تمكنت بحرية البلدين من تدمير الأسطول الجزائري في معركة نافارين (Navarin) سنة 1827 عندما كان في نجدة الأسطول العثماني وبذلك انتهت السيطرة الجزائرية على البحر الأبيض المتوسط. كانت حادثة المروحة الحجة التي تذرعت بها فرنسا لغزو الجزائر. بعد ادعاء القنصل أن «الداي حسين» ضرب قنصل فرنسا بالمروحة نتيجةً لاشتداد الجدال بينهما بسبب عدم التزام فرنسا بدفع ديونها للخزينة الجزائرية التي قدمت لها على شكل قروض مالية ومواد غذائية بصفة خاصة خلال المجاعة التي اجتاحت فرنسا بعد ثورة 1789، والتي قدرت بـ 20 مليون فرنك ذهبي في ذلك الوقت. فأرسل الملك الفرنسي «شارل العاشر» أسطولاً بحرياً متذرعاً بالثأر لشرف فرنسا والانتقام من الداي حسين. تعرضت سواحل الشمال الإفريقي في تونس والجزائر والمغرب لغزو مسلح من قبل إسبانيا والبرتغال بعدما سقطت دولة الإسلام في الأندلس أواخر القرن الخامس عشر الميلادي، وهو الأمر الذي جعل أهالي الجزائر يستغيثون بالدولة العثمانية الفتية، ويطلبون عونها، بعد ما عانوه من ضعف الدولة الزيانية التي لم تعد قادرة على حماية أراضيها من الحملات الإسبانية والبرتغالية. بالإضافة إلى تنازع سلاطينها، فاستجابت لندائهم الدولة العثمانية وضمت الجزائر لحمايتها، وبعثت بقوة من سلاح المدفعية، وألفين من جنود الإنكشارية، وفتح السلطان سليم الأول لمن يشاء من رعاياه المسلمين باب التطوع للجهاد في الجزائر، والانخراط في صفوف المجاهدين تحت قيادة «خير الدين بارباروس» الذي نجح في إنشاء هيكل دولة قوية، واستطاع توجيه ضرباتٍ قويةٍ للسواحل الأسبانية، وأن يجعل من الجزائر دولة قوية تهابها الدول الأوروبية.

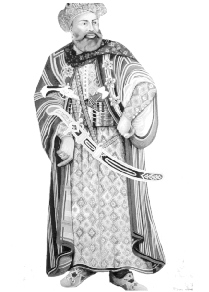
رسمة لخير الدين.

## قاعدة الجهاد البحري
ظلت الجزائر المحروسة لمدة ثلاث قرون القاعدة الأولى لقوات الجهاد البحري الإسلامي في بلاد المغرب العربي، فلقد قامت البحرية الجزائرية بدورها على خير وجه، فهاجمت السواحل الشرقية لإسبانيا دون أن تجد من يقاومها، وكانت تعود في كل مرة بالأسرى والغنائم، كما هاجمت سواحل سردينيا وصقلية ونابولي، وهددت الصلات البحرية بين ممتلكات الإمبراطورية الإسبانية وممتلكاتها في إيطاليا، وكان رجال البحرية الجزائرية يهاجمون سفن الأعداء، ويأسرون بحارتها، ويستولون على السلع والبضائع التي تحملها.
وفشل الأوربيون في إيقاف عمل المجاهدين، وعجزت سفنهم الضخمة عن متابعة سفن المجاهدين الخفيفة وشل حركتها. وقد ساعد على نجاح المجاهدين مهارتهم العالية، وشجاعتهم الفائقة، وانضباطهم الدقيق، والتزامهم بتنفيذ المهام الموكلة إليهم. وصار لرجال البحر الجزائريين مكانة مرموقة في مدينة الجزائر التي كان يعمها الفرح عند عودتهم، فكان التجار يشترون الرقيق والسلع التي يعودون بها، وكان نصيب البحارة من الغنائم كثيرا وهو ما أغرى الكثير بدخول البحرية والانتظام ضمن صفوفها، حتى إن عددا كبيرا من الأسرى المسيحيين كانوا يعلنون إسلامهم وينخرطون في سلك البحرية، وكان يطلق على هؤلاء اسم «العلوج».

## من الجهاد إلى التجارة وفرض الجزية

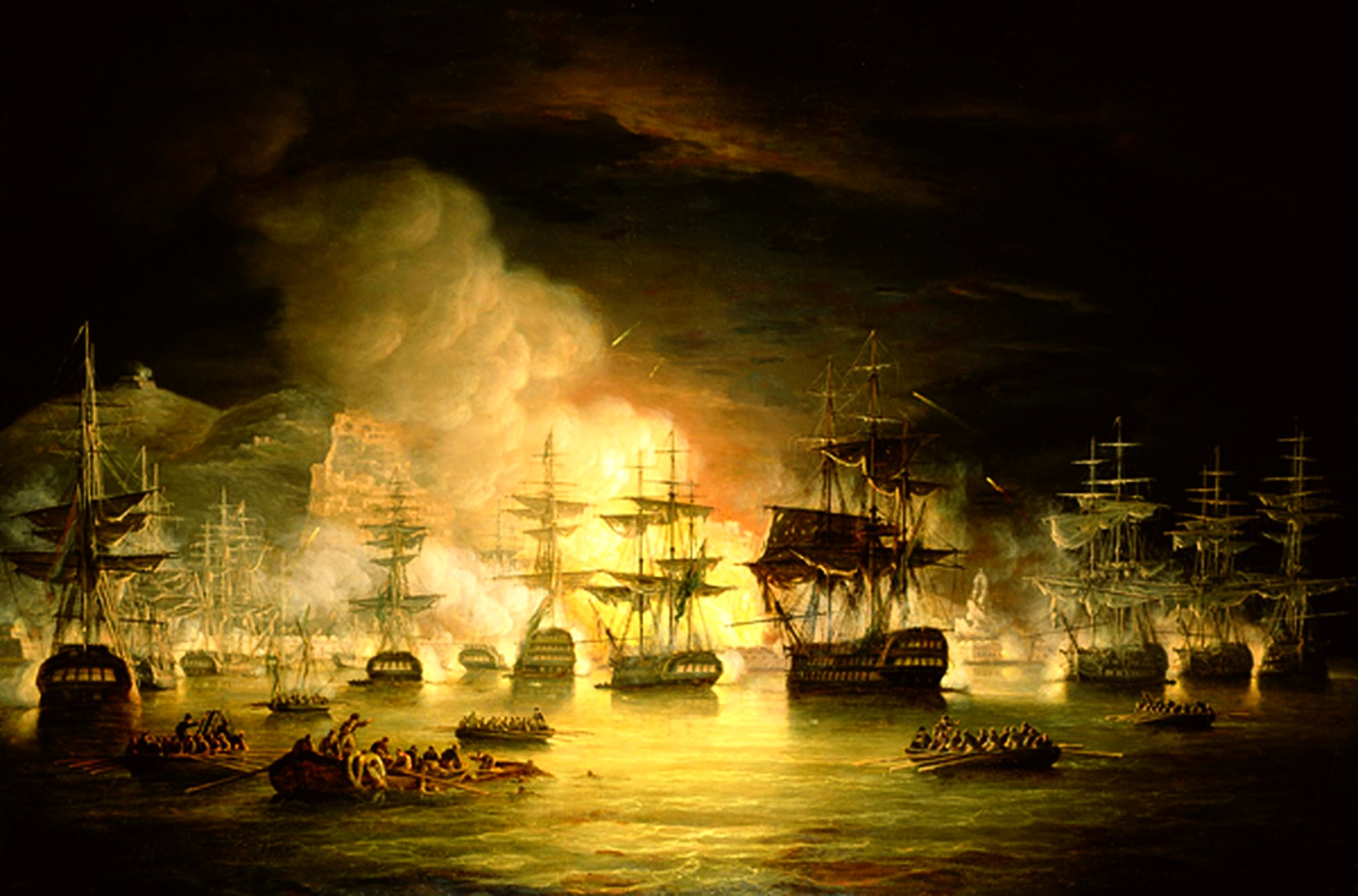
هجوم إنجليزي-هولندي على مدينة الجزائر

ومع مرور الوقت اعتمدت الجزائر على أعمال هؤلاء وما يقومون به من مهاجمة السفن الأوربية والاستيلاء على بضائعها، وبعد أن كانت أعمال البحرية الجزائرية تتسم بطابع جهادي صارت تتسم بطابع تجاري، وبعد أن كانت تهدف إلى الحد من تغلغل الأوربيين في المغرب العربي وتحطيم شوكة أساطيلهم لتبقى عاجزة عن غزو البلاد، صارت تلك الأعمال حرفة لطلب الرزق.

هجوم فرنسي على مدينة الجزائر

وقد عادت هذه الأعمال بالغنى الوافر على البلاد نتيجة للغنائم التي يحصلون عليها، بالإضافة إلى الرسوم التي كانت تفرضها الحكومة الجزائرية على معظم الدول الأوربية نظير عدم تعرضها لهجمات هؤلاء البحارة، فقد كانت بريطانيا تدفع سنويا 600 جنية للخزانة الجزائرية، وتقدم الدانمارك مهمات حربية وآلات قيمتها 4 آلاف ريال شنكو كل عام مصحوبة بالهدايا النفيسة.
أما هولندا فكانت تدفع 600 جنية، ومملكة صقلية 4 آلاف ريال، ومملكة سردينيا 6 آلاف جنية، والولايات المتحدة الأمريكية تقدم آلات ومهمات حربية قيمتها 4 آلاف ريال و10 آلاف ريال أخرى نقدا مصحوبة بهدايا قيمة، وتبعث فرنسا بهدايا ثمينة عند تغيير قناصلها، وتقدم البرتغال هدايا من أحسن الأصناف، وتورد السويد والنرويج كل سنة آلات وذخائر بحرية بمبالغ كبيرة، وتدفع مدينتا هانوفر وبرن بألمانيا 600 جنية إنجليزي، وتقدم إسبانيا أنفس الهدايا سنويا. كانت كل هذه الأموال تمد الخزينة الجزائرية بموارد سنوية هائلة طوال ثلاثة قرون، فضلا عن الضرائب التي فرضتها الحكومة على الأسرى والأسلاب والغنائم التي كانت تتقاضاها من رؤساء البحر لدى عودتهم من غاراتهم على السواحل الأوربية. وأدى وجود عدد كبير من أسرى الفرنجة، وخاصة ممن كانوا ينتمون منهم للأسر الغنية إلى قيام تجارة مربحة، فقد كان هؤلاء الأسرى يباعون ويشترون في أسواق محددة، وكان من يملكونهم يفاوضونهم في فدائهم أو يفاوضون من ينوبون عن أسرهم في ذلك، وفي بعض الأحيان كانوا يفاوضون الجمعيات الدينية التي كانت تتولى القيام بتقديم الفدية بالإنابة عن أهلية من مثل جمعية الثالوثيين واللازاريين والمرتزقة.